# كريستيان فرانكو
كريستيان فرانكو (بالإسبانية: Cristian Franco)‏ هو لاعب كرة قدم أوروغواني في مركز الدفاع، ولد في 11 أكتوبر 1985 في مونتفيدو في الأوروغواي. لعب مع نادي سيرو.

## وصلات خارجية
- كريستيان فرانكو على موقع قاعدة بيانات كرة القدم.إي يو (الإنجليزية)
- كريستيان فرانكو على موقع Soccerway.com (الإنجليزية)